# John Michael Evans
John Michael "Mike" Evans (født 16. august 1957 i Toronto) er en canadisk virksomhedsleder og tidligere roer og olympisk guldvinder, tvillingebror til Mark Evans.
Mike Evans' rokarriere begyndte før hans brors. Allerede i 1977 var han med i den canadiske otter til VM; båden blev her nummer ni. I 1979 roede han ved VM toer uden styrmand og blev sammen med Timothy Britton Foster nummer syv. Herefter roede han i denne båd sammen med sin bror Mark, og parret blev ved VM 1981 nummer seks og i 1983 nummer fem.
Evans var med i den canadiske otter, der vandt guld ved OL 1984 i Los Angeles. Båden blev toer i det indledende heat efter New Zealand og måtte dermed i opsamlingsheat, hvor de blev toer efter Australien. Canadierne var nu i finalen, hvor de kom til at kæmpe en indædt kamp mod USA, men endte med at vinde guld, 0,42 sekund foran amerikanerne, mens Australien vandt bronze. Det var Canadas første guldmedalje i otteren nogensinde og landets første OL-guld i roning siden 1964. Udover Mike Evans bestod bådens besætning af hans bror Mark, Dean Crawford, Blair Horn, Paul Steele, Grant Main, Kevin Neufeld, Pat Turner og styrmand Brian McMahon.
OL 1984 blev sidste gang, brødrene Evans var til en elitekonkurrence.
Mike Evans havde gået på Upper Canada College og kom til Princeton University, senere til  University of Oxford. I tiden her var han med til at ro mod University of Cambridge i 1983 og 1984, begge gange med Oxford-sejr. I 1993 kom han til at arbejde for Goldman Sachs, hvor han endte med at være leder af firmaets Asien-afdeling. Han blev partner i Goldman Sachs. Han fik i 2011 til opgave at lede firmaets investeringsbank. Han blev i 2019 sammen med andre ledende skikkelser hos Goldman Sachs sigtet i den såkaldte 1Malaysia Development Berhad-skandale, hvor Malaysias tidligere premierminister Najib Razak blev sigtet for at overføre et meget stort beløb fra offentlige kasser til sine egne konti; beskyldningen mod Goldman Sachs gik på hvidvask af penge i den forbindelse, men sigtelserne blev frafaldet, da firmaet betalte et stort beløb til den malaysiske stat.
Inden denne skandale var Evans i 2015 skiftet til Alibaba Group som præsident og leder af dette firma, der står for strategien for udvidelser uden for Kina. Han havde forinden siddet i bestyrelsen for Alibaba og kendt firmaets grundlægger Jack Ma siden 1999.
Evans har og har haft en lang række bestyrelsesposter og tillidshverv i såvel kommercielle som non-profit-organisationer. Sammen med de øvrige besætningsmedlemmer fra guld-otteren i 1984 er han optaget i Canadas Olympiske Hall of Fame.

## OL-medaljer
- 1984:  Guld i otter